# باغينتون
باغينتون (بالإنجليزية: Baginton)‏ هي قرية وأبرشية مدنية في منطقة وارويك في وارويكشاير، إنجلترا، ولها حدود مشتركة مع مدينة كوفنتري من مقاطعة غرب ميدلاندز. مع تعداد سكاني يبلغ 801 نسمة (تعداد عام 2001)، تقع قرية باغينتون على بعد أربعة أميال (6.5 كم) جنوب مركز مدينة كوفنتري وعلى بعد سبعة أميال (11 كم) شمال منتجع ليمينغتون. وقد انخفض عدد السكان قليلا إلى 755 في تعداد عام 2011. يقع مسرح لوسي برايس في وسط القرية.

## معرض صور

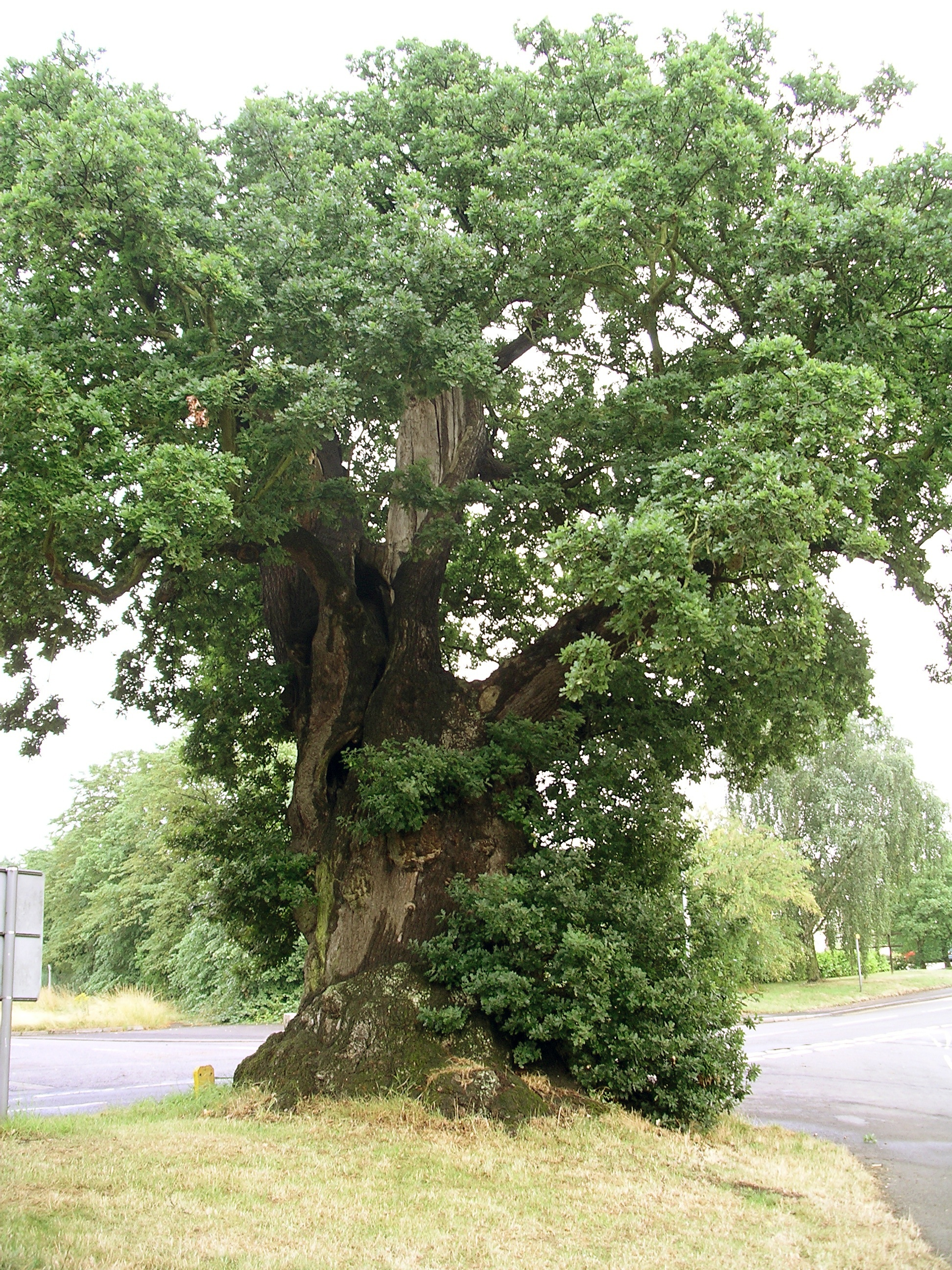
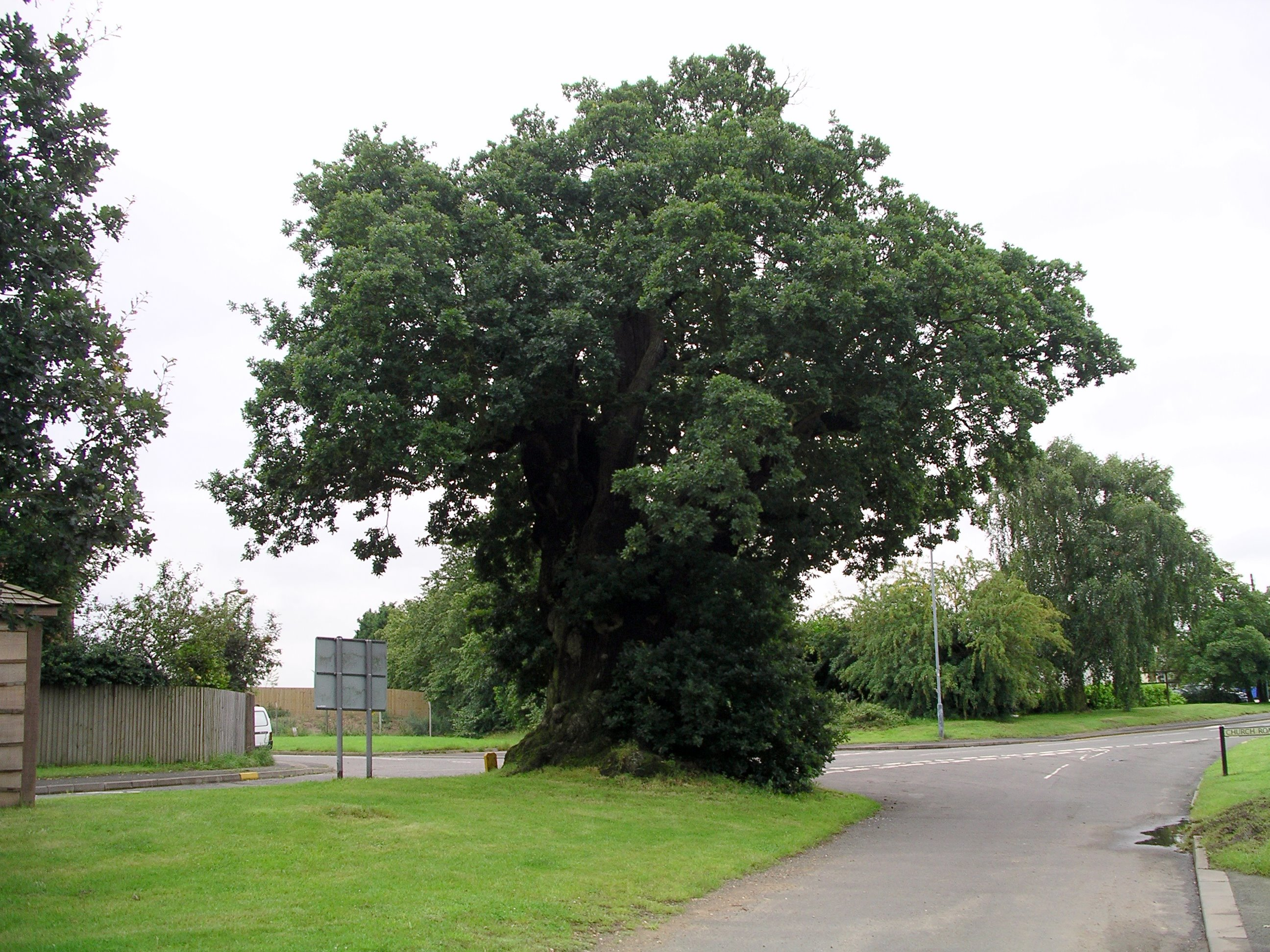
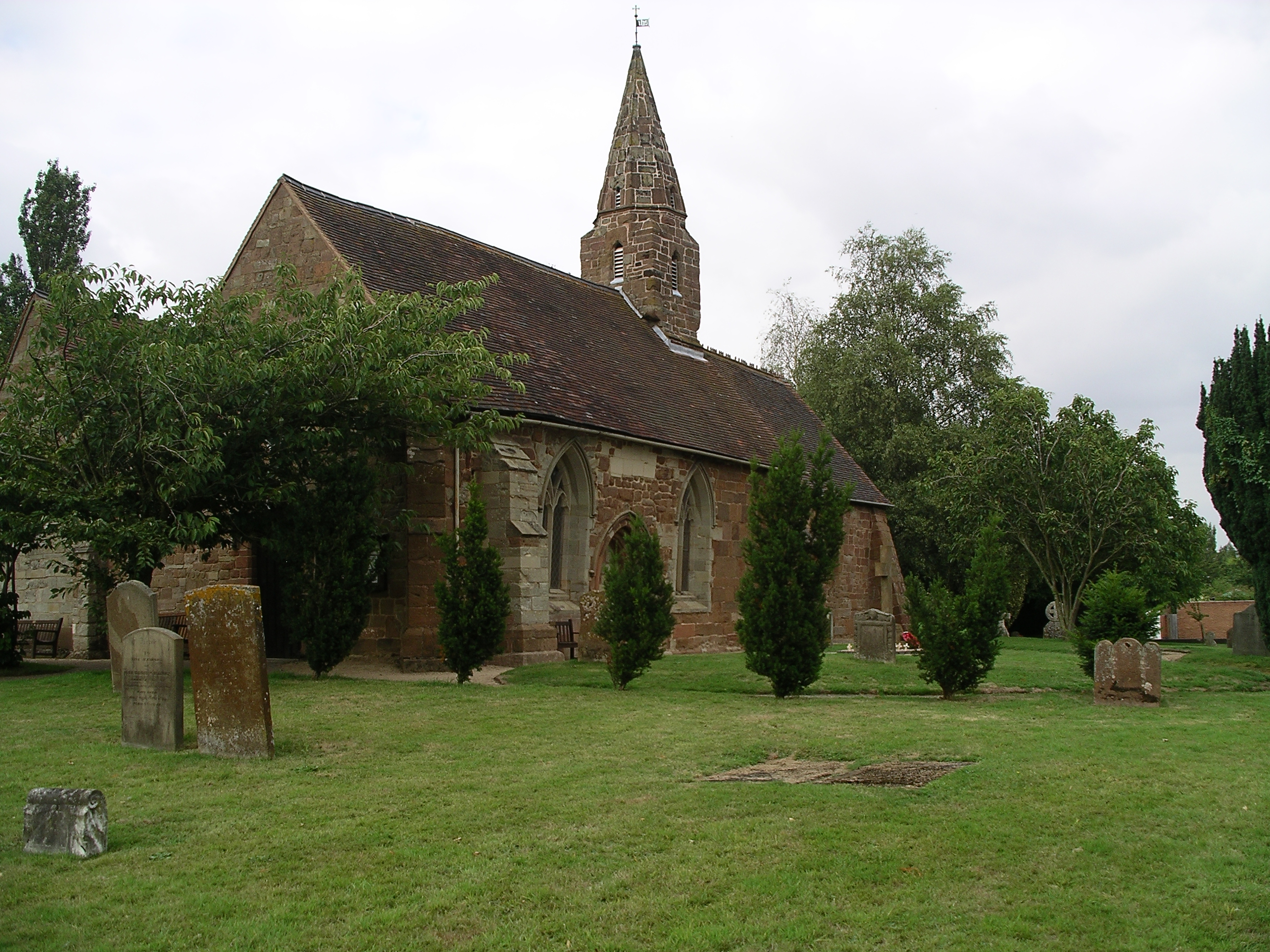
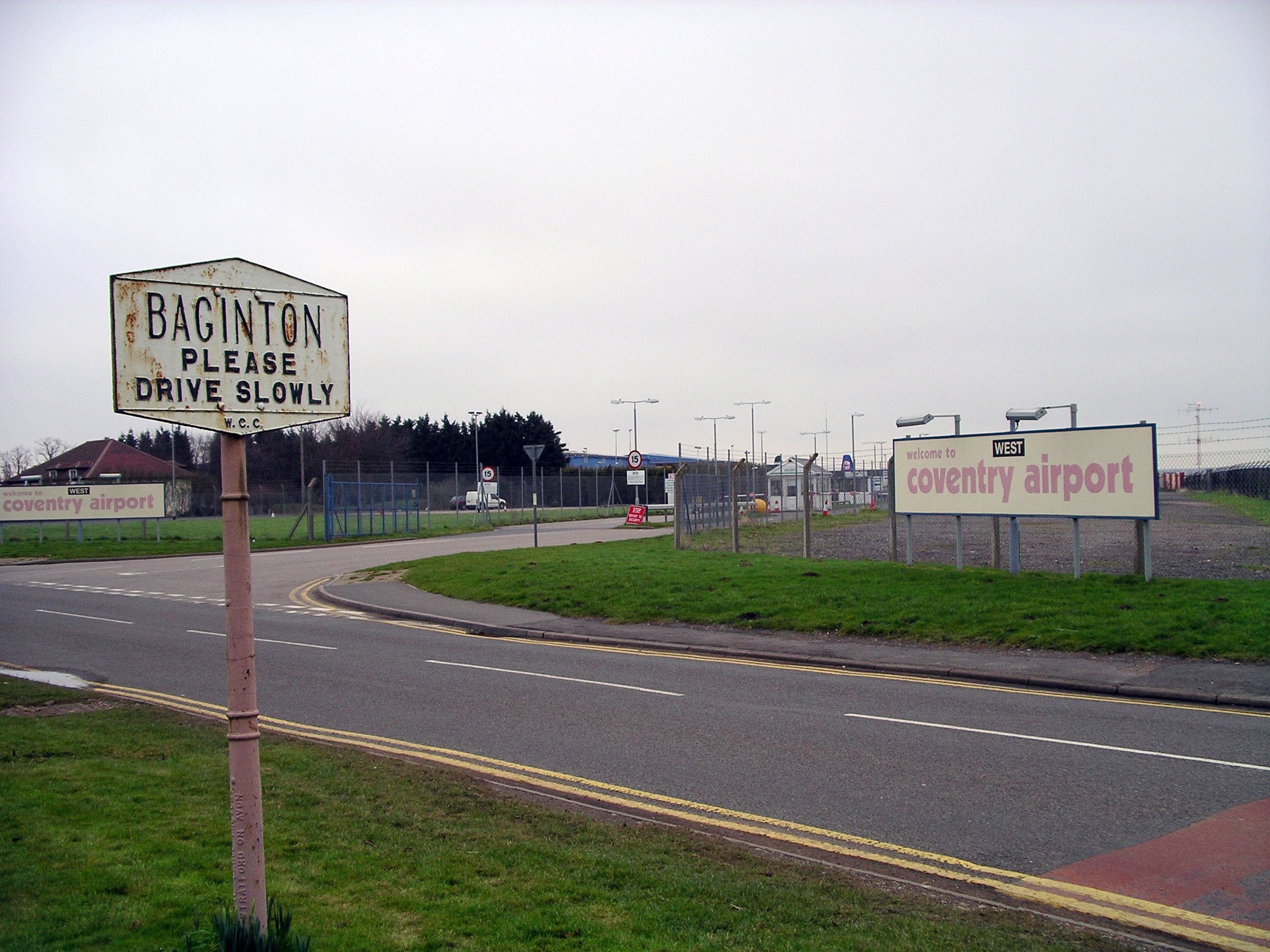
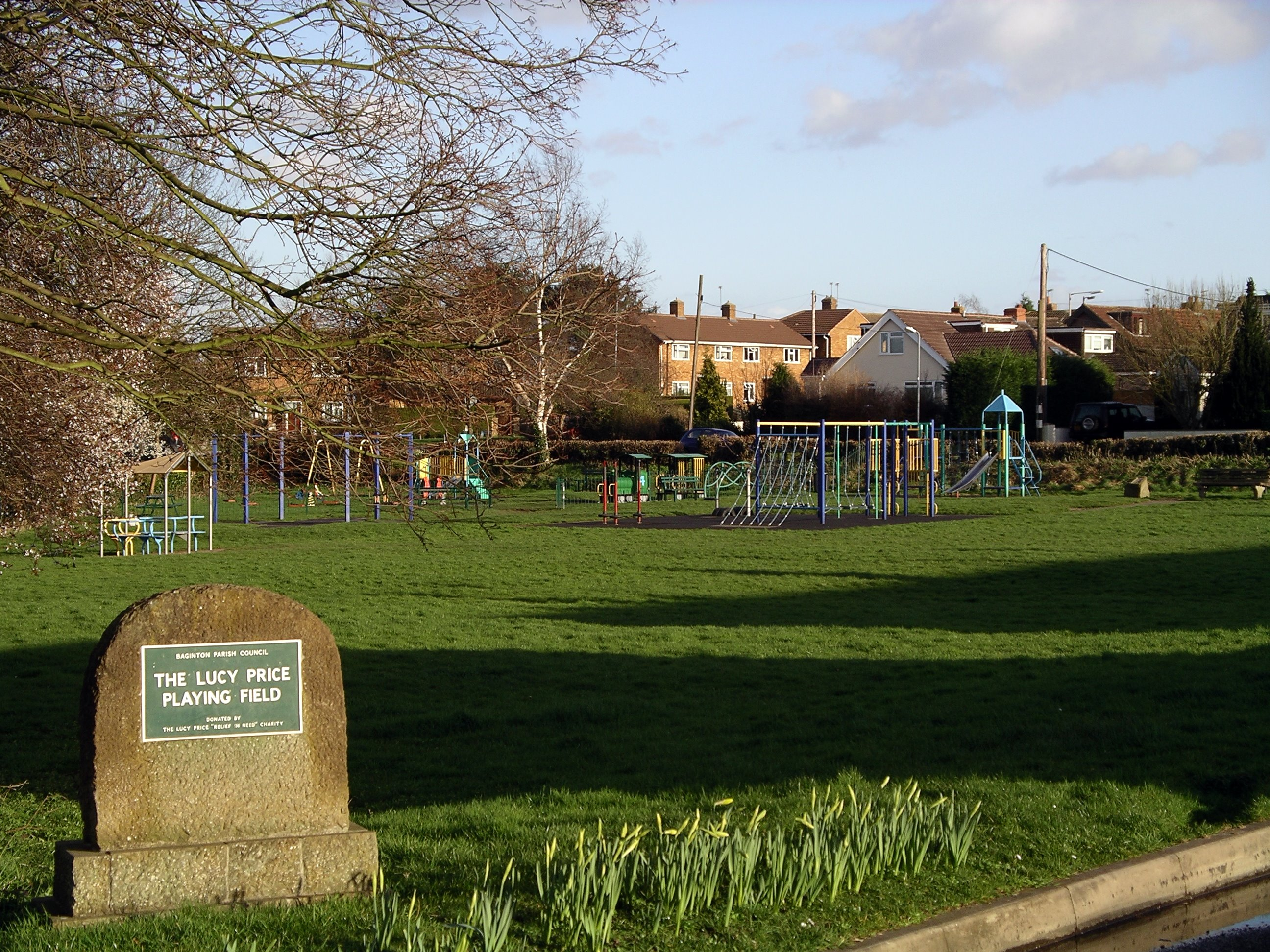
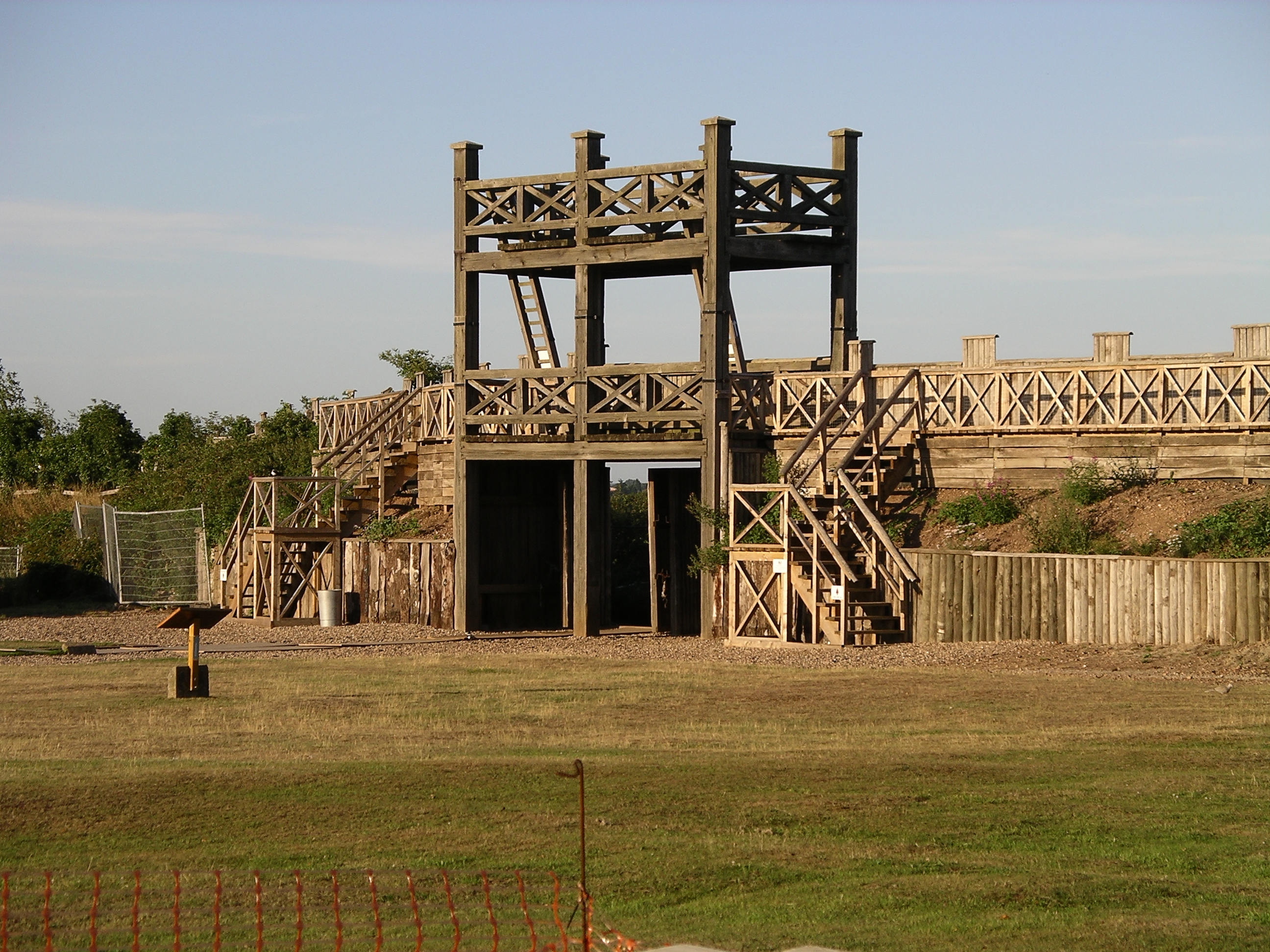

## روابط خارجية
- Baginton Village Website
- Detailed historic record for Baginton Castle